# Antonius Johannes Theodorus Janse
Antonius Johannes Theodorus Janse, född den 19 april 1877 i Haag, död den 12 juni 1970 i Pretoria, var en pionjär inom sydafrikansk entomologi som var specialiserad på fjärilar och författare till flervolymsverket The Moths of South Africa.
Janse emigrerade till Sydafrika 1889 och lärde ut biologi, geografi och mänsklig fysiologi vid Normalskolan i Pretoria från 1905 fram till pensioneringen 1937 och ansvarade på skolan herbarium. Efter pensioneringen arbetade han som entomolog vid Transwaalmuseet och samlade in över 100 000 specimina som utökade museets samlingar och kompletterade arbetet med The Moths of South Africa.
Auktorsnamnet Janse kan användas för Antonius Johannes Theodorus Janse i samband med ett vetenskapligt namn inom zoologin; se Wikipedia-artiklar som länkar till auktorsnamnet.